# Histioteuthidae
Histioteuthidae is een familie van weekdieren uit de klasse van de Cephalopoda (inktvissen).

## Geslacht
- Histioteuthis d'Orbigny, 1841